# كينا: بريدج أوف سبيرتس
كينا: بريدج أوف سبيرتس (بالإنجليزية: Kena: Bridge of Spirits)‏ هي لعبة أكشن-مغامرات، صدرت اللعبة في 21 سبتمبر 2021 على منصات مايكروسوفت ويندوز، بلاي ستيشن 4 وبلاي ستيشن 5.

## الاستقبال
تلقت لعبة كينا: بريدج أوف سبيرتس مراجعات «جيدة جدا بشكل عام» وفقًا لمجمع المراجعات ميتاكريتيك.
| استقبال |        |
| --- | ------ |
| مجموع النقاط المجموع نقاط ميتاكريتيك 85/100 [ 5 ] نتائج المراجعة نشرة نقاط دستركتويد 8/10 [ 6 ] غيم إنفورمر 9/10 [ 7 ] غيم سبوت 9/10 [ 8 ] غيمز رادار [ 9 ] آي جي إن 8/10 [ 10 ] |        |
| مجموع النقاط |        |
| المجموع | نقاط   |
| ميتاكريتيك | 85/100 |
| نتائج المراجعة |        |
| نشرة | نقاط   |
| دستركتويد | 8/10   |
| غيم إنفورمر | 9/10   |
| غيم سبوت | 9/10   |
| غيمز رادار | [ 9 ]  |
| آي جي إن | 8/10   |

## روابط خارجية
كينا: بريدج أوف سبيرتس على موقع IMDb (الإنجليزية)